# Borikenophis
Borikenophis — рід змій родини полозових (Colubridae). Представники цього роду мешкають на Пуерто-Рико та на Віргінських островах.

## Види
Рід Borikenophis нараховує 4 види:
- Borikenophis portoricensis (Reinhardt & Lütken, 1862)
- Borikenophis prymnus (Schwartz, 1966)
- Borikenophis sanctaecrucis (Cope, 1862)
- Borikenophis variegatus (Schmidt, 1926)

## Етимологія
Наукова назва роду Borikenophis походить від сполучення слів таїно — водяна змія і дав.-гр. οφις — змія.